# Петар Марковић
Петар Марковић (Љубљана, 1955) српски је монтажер. Дипломирао је на Факултету Драмских Уметности у Београду (одсек за монтажу).

## Биографија
Сарађивао је са познатим филмским ауторима као што су: Стјепан Заниновић, Светислав Бата Прелић, Драган Маринковић, Зоран Чалић, Александар Ђорђевић, Предраг Голубовић а од редитеља средње генерације Срђан Драгојевић и Горчин Стојановић.
Монтирао је најпознатије филмске комедије као што су Друга Жикина династија, први и други део филма Хајде да се волимо, Тесна кожа 3, Шећерна водица итд.
Освојио је златну арену на фестивалу југословенског филма у Пули за монтажу филма Хи-Фи, затим награђен је двапут наградом Златна мимоза на фестивалу играног филма у Херцег Новом за монтажу филмова: Лепа села лепо горе 1996. и Ране и Стршљен 1998. године, затим награду Кристална призма 1996. године и награду ИБИС 2009 за монтажу филма Свети Георгије убива аждаху.

Добитник је и награде за целокупно филмско стваралаштво за допринос српској кинематографији коју му је 2023 године доделило Удружење филмских уметника Србије - УФУС.
Живи и ради на релацији Берлин-Београд.

## Монтажа филмова
| Год.   | Назив                                   | Улога          |
| ------ | --------------------------------------- | -------------- |
| 1980-е |                                         |                |
| 1981.  | Војници                                 |                |
| 1982.  | Живети као сав нормалан свет            | монтажер звука |
| 1983.  | Последња оаза                           | монтажер звука |
| 1983.  | Друга генерација                        | монтажер звука |
| 1983.  | Шећерна водица                          | монтажер       |
| 1984.  | Војници (филм)                          | монтажер       |
| 1985.  | Дебели и мршави                         | монтажер       |
| 1986.  | Мала привреда                           | монтажер звука |
| 1986.  | Друга Жикина династија                  | монтажер       |
| 1986.  | Добровољци                              | монтажер       |
| 1987.  | Луталица                                |                |
| 1987.  | Хи-фи                                   |                |
| 1987.  | Хајде да се волимо                      |                |
| 1988.  | Нека чудна земља                        |                |
| 1988.  | Сулуде године                           |                |
| 1988.  | Тесна кожа 3                            |                |
| 1989.  | Полтрон (филм)                          |                |
| 1989.  | Хајде да се волимо 2                    |                |
| 1990-е |                                         |                |
| 1991.  | Брачна путовања                         |                |
| 1992.  | Секула невино оптужен                   |                |
| 1992.  | Булевар револуције                      |                |
| 1993.  | Византијско плаво                       |                |
| 1994.  | Welltmeister                            |                |
| 1995.  | Убиство с предумишљајем                 |                |
| 1995.  | Russkiy parovoz                         |                |
| 1996.  | Лепа села лепо горе                     |                |
| 1998.  | Ране                                    |                |
| 1998.  | Стршљен                                 |                |
| 2000-е |                                         |                |
| 2000.  | Grangrandson of the man who drank a cow |                |
| 2001.  | My sweet home                           |                |
| 2004.  | Опет пакујемо мајмуне                   |                |
| 2004   | Диши дубоко                             |                |
| 2005.  | Uglasevanje                             |                |
| 2008.  | Tulpan                                  |                |
| 2009.  | 9:06                                    |                |
| 2009.  | Свети Георгије убива аждаху             |                |
| 2010-е |                                         |                |
| 2010.  | Pozdnyaya lyobov                        |                |
| 2010.  | Svet Ake                                |                |
| 2010.  | Ако зрно не умре (филм)                 |                |
| 2010.  | Циркус Колумбија                        |                |
| 2011.  | Парада                                  |                |
| 2012.  | Јелена, Катарина, Марија                |                |
| 2013.  | Септембар                               |                |
| 2014.  | Монтевидео, видимо се!                  |                |
| 2014.  | Атомски здесна                          |                |
| 2016.  | Come Along                              |                |
| 2016.  | Centaur                                 |                |
| 2016.  | Blessed Benefit                         |                |
| 2018.  | Ајка                                    |                |
| 2019.  | Пијавице                                |                |
| 2020.  | Oтац (филм из 2020)                     |                |
| 2021.  | Небеса (филм)                           |                |
| 2021.  | Септембарска класа                      |                |
| 2023.  | Штеркијада                              |                |
| 2024.  | Wishbone                                |                |